# Pseudosparianthis picta
Pseudosparianthis picta là một loài nhện trong họ Sparassidae.
Loài này thuộc chi Pseudosparianthis. Pseudosparianthis picta được Eugène Simon miêu tả năm 1887.